# Sebastiano Bagolino
Sebastiano Bagolino   (Alcamo, 19 de gener de 1560 (Gregorià) - Alcamo, 27 de juliol de 1604) fou un poeta, músic i pintor italià.
Bagolino va traduir de l'espanyol al llatí els Emblemas morales de Sebastián de Covarrubias, ja que coneixia tant bé aquest dos idiomes com el seu propi. Ensenyà la poesia i la pintura, i va compondre multitud d'epigrames i d'elegies, algunes de les quals aparegueren a Palerm amb el títol de Carmina. A més, se li deuen, Sacra symbola ad Clementem VIII, ejusdem Horoscii latinitate donata.